# Tenge kazako
Il tenge (in kazako теңге?) è la valuta del Kazakistan. È diviso in 100 tiyn (тиын, anche traslitterato come tiyin o tijn). Fu introdotto il 15 novembre del 1993 per sostituire il rublo russo al cambio di 1 tenge = 500 rubli. Il codice ISO 4217 è KZT.
La parola tenge in lingua kazaka e in molte altre lingue turche significa bilancia. L'origine della parola viene dal cinese tengse, che significa bilancia; le lingue turche hanno preso in prestito la parola attraverso il mongolo tenkh(e). Il nome di questa valuta è pertanto simile a quello della lira, della sterlina e del peso; è anche legato alla parola russa che significa denaro (деньги / den'gi), presa in prestito dal turco.

## Storia
Il Kazakistan fu uno degli ultimi stati della Comunità degli Stati Indipendenti ad introdurre una valuta nazionale. Nel 1991 fu creato un gruppo speciale di disegnatori: Mendybay Alin, Timur Suleymenov, Asimsaly Duzelkhanov e Khayrulla Gabzhalilov. Il 12 novembre 1993 fu emesso un decreto del Presidente del Kazakistan, "Circa l'introduzione di una valuta nazionale nella Repubblica del Kazakistan". Il 15 novembre 1993 il tenge fu messo in circolazione e pertanto il 15 novembre è celebrato come il "Giorno della valuta nazionale della Repubblica del Kazakistan". Nel 1995 fu aperta nel Paese una fabbrica per la stampa dei tenge; il primo stock delle nuove banconote fu stampato nel Regno Unito e le prime monete furono coniate in Germania.

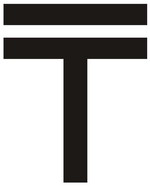
Nuovo simbolo del tenge.

Il 20 marzo 2007, due giorni prima della festa di Navruz, la Banca Nazionale del Kazakistan approvò il simbolo grafico del tenge. È la lettera latina "T" con una barra orizzontale in più.

## Monete

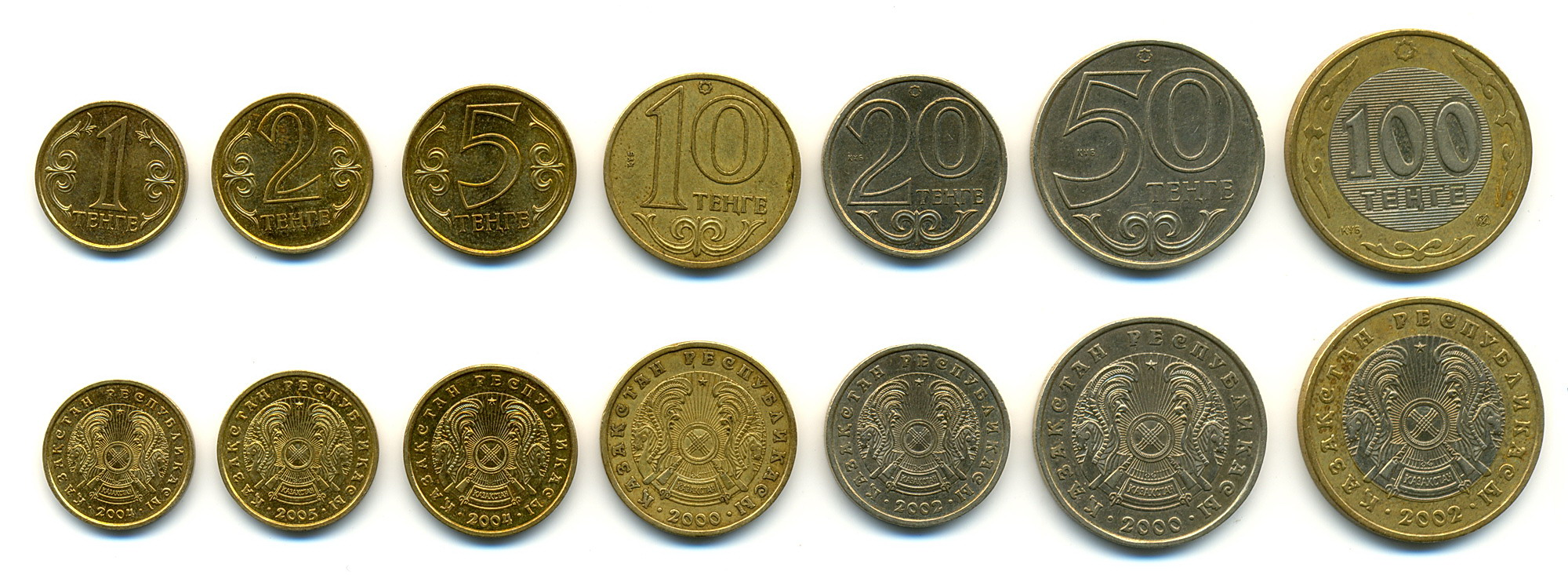
Monete da 1, 2, 5, 10, 20, 50 e 100 tenge

Nel 1993 furono introdotte monete nei tagli da 2, 5, 10, 20 e 50 tiyn, 1, 3, 5, 10 e 20 tenge. I 50 tenge sono stati introdotti nel 1997, seguito dal 100 tenge nel 2002 e dal 2 tenge nel 2005. Nel 2020  viene introdotta in circolazione la moneta da 200 tenge, con l'intento di rimpiazzare le banconote dello stesso valore. Le monete attualmente in circolazione sono:
- 1 tenge (Ottone)
- 2 tenge (Ottone)
- 5 tenge (Ottone)
- 10 tenge (Ottone)
- 20 tenge (Cupronichel)
- 50 tenge (Cupronichel)
- 100 tenge (Bimetalliche, Ottone e cupronichel)
- 200 tenge (Bimetalliche, ottone e cupronichel)

Le monete commemorative sono state coniate nei tagli da 20, 50, 100, 500, 1.000, 2.500, 5.000 e 10.000 tenge. 

## Banconote
Nel 1993 la Banca Nazionale del Kazakistan ha emesso banconote nei tagli da 1, 2, 5, 10, 20 e 50 tiyn, 1, 3, 5, 10, 20, 50, 100 e 200 tenge. Queste sono state seguite da banconote da 500 e 1.000 tenge nel 1994, da quella da 2.000 tenge nel 1996, dai 5.000 tenge nel 1998 e dai 10.000 tenge nel 2003. Le banconote attualmente in circolazione sono:
- 200 tenge (ritratto di Al-Farabi)

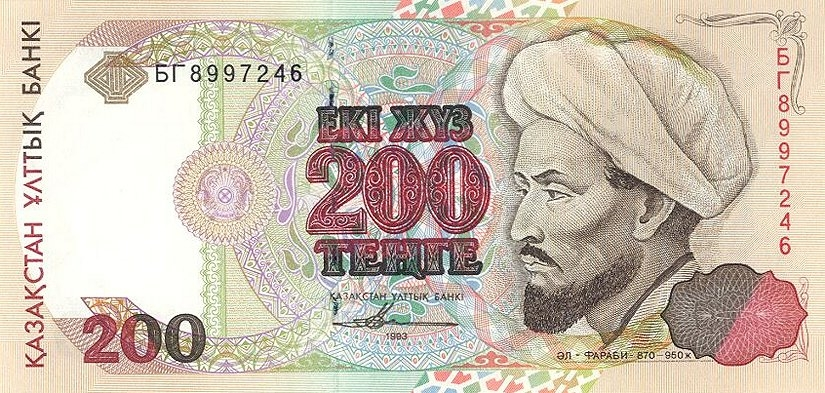
200 tenge

- 500 tenge (ritratto di Al-Farabi, frammento del mausoleo di Khodzha Akhmet Yassaui)
- 1.000 tenge (ritratto di Al-Farabi)
- 2.000 tenge (ritratto di Al-Farabi)
- 5.000 tenge (ritratto di Al-Farabi)
- 10.000 tenge (ritratto di Al-Farabi, immagine del leopardo delle nevi).

Curiosamente, il testo sul retro della banconota da 200 tenge è scritto in lingua kazaka, mentre il testo sul retro delle altre banconote è scritto in russo.

### Banconote del 2006

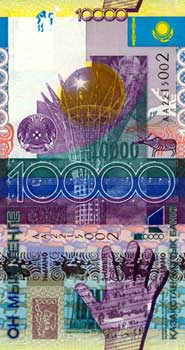
La nuova banconota da 10.000 tenge del 2006. Vedi il sito ufficiale

La Banca Nazionale del Kazakistan ha emesso banconote della nuova serie nel 2006. Hanno tutte lo stesso valore della precedente serie.
La serie del 2006 è più esotica della precedente: il fronte è verticale e il valore è scritto in lingua kazaka. Tutti i tagli ritraggono il monumento Baiterek di Astana, la bandiera del Kazakistan, lo stemma della nazione, la firma del Presidente Nazarbayev e passi dell'inno nazionale. La principale differenza tra i vari tagli è il colore e la trama.
Al contrario, il retro è più differenziato. Il valore è scritto in russo, ogni taglio mostra un unico edificio e la geografia del Kazakistan con i confini della nazione.
Le prime banconote dei 2.000 e 5.000 tenge emesse nel 2006 avevano un errore nella scrittura della parola "banca" (la corretta grafia è "банкі", mentre è stato scritto "банқі"). L'errore è stato materia di dibattito politico a causa dell'importanza culturale e politica della lingua kazaka.

## Livello di inflazione
| Anno | Livello di inflazione annuale |
| ---- | ----------------------------- |
| 2001 | 6,4%                          |
| 2002 | 6,6%                          |
| 2003 | 5,7%                          |
| 2004 | 7,9%                          |
| 2005 | 9%                            |
| 2006 | 8,6%                          |

1000 tenge commemorative banknote for 2010 year - the Chairmanship of Kazakhstan in OSCE